# Даход (окръг)

Даход е окръг в щата Гуджарат, Индия с площ от 3642 км2 и население 1 636 433 души (2001). Главен град е Даход.

## Административно деление
Окръга е разделен на 7 талука.

## Население
Населението на окръга през 2001 година е 1 636 433 души, около 45,15 % от населението е неграмотно.

### Религия
(2001)
- 1 571 017 – индуисти
- 52 632 – мюсюлмани
- 8907 – джайнисти